# دیوید برتون
دیوید برتون (انگلیسی: David Burton؛ ۲۲ مه ۱۸۷۷ – ۳۰ دسامبر ۱۹۶۳) کارگردان نمایش و کارگردان فیلم اهل ایالات متحده آمریکا بود.
از فیلم‌ها یا برنامه‌های تلویزیونی که وی در آن نقش داشته‌است، می‌توان به ارابه‌های جنگی، مادام باترفلای، جو در برابر آتشفشان و بی‌قیدوبند اشاره کرد.